# Your Love (Nicki Minaj)
Your Love è un singolo della rapper trinidadiana Nicki Minaj, pubblicato il 1º giugno 2010 come primo estratto dall'album di debutto Pink Friday.
Il brano è basato su un campionamento di No More "I Love You's" di Annie Lennox. La stessa canzone di Annie Lennox è una cover della versione originale del duo The Lover Speaks, pubblicata nel 1986. La canzone è un cambio di tempo come i precedenti lavori della cantante. Ha ricevuto critiche prevalentemente positive: i critici si sono complimentati con Nicki per la sua flessibilità nel cantare, e per l'uso del sample di Annie Lennox.
Nel brano la cantante fa uso dell'Auto-Tune.

## Il brano
La prima versione del brano venne pubblicata sul primo mixtape di Nicki, Barbie World, con testi diversi. Un'altra versione venne poi trovata e successivamente trapelata online. In un'intervista con la radio Hot 93.7, la Minaj disse: 
| (EN) «"I was not planning on putting the song out at all. But then I heard it one day, somebody told me it was online. And I was like, 'No way, no way in the world that song is out.' I went and listened to it and was really upset. It wasn't mixed, it wasn't finished, it wasn't anything — I wasn't gonna use it at all. But then radio started playing it.".» | (IT) «Non pianificavo affatto di rilasciare quella canzone [Your Love]. Poi l'ho sentita un giorno, e una persona mi ha detto che era online. Io ho pensato "No, è impossibile che quella canzone sia uscita". Allora sono andata ad ascoltarla, ed ero molto arrabbiata. Non era mixata, non era completata, non era nulla - Non volevo usarla. Però poi la radio ha iniziato a suonarla.» |
| (Nicki Minaj in un'intervista con la stazione Hot 93.7 ) | |

Un remix di Your Love, che presenta un featuring del compagno di etichetta Jay Sean, venne trapelato online il 2 di Agosto del 2010, e successivamente messo in vendita su ITunes in Australia. Altri remix includono quelli fatti con Flo Rida, Rick Ross, Sean Paul, e Chris Brown.

## Video musicale
Il videoclip della canzone fu girato a Los Angeles il 4 luglio 2010 e venne diretto da Lil X. Il video racconta la storia di una samurai in formazione (interpretata da Nicki Minaj), che si innamora del suo insegnante. Il video inizia con Nicki Minaj su una piattaforma, circondata da veli in tessuto rosso mentre indossa un cappotto marrone. Subito dopo, vi è una scena in cui Nicki è vestita con un abbigliamento da Geisha in una classe di arti marziali dove c'è il suo innamorato (il maestro) che insegna. Minaj e l'istruttore (interpretato da Michael Jai White) cominciano a lottare e una studentessa, che anch'essa prova amore per l'istruttore, diventa gelosa. Tutto questo è intervallato da scene con la Minaj che canta indossando una parrucca bionda e un body nero di fronte a uno sfondo verde che scorre, la già citata scena del tessuto rosso, e un'altra scena dove Nicki canta vestita da Geisha con dietro un tessuto blu. Nicki e il maestro si abbracciano su un ponte situato su una stoffa blu rappresentante l'acqua, e l'abbraccio si traduce in un duello. Secondo MTV News, le scene rendono omaggio al film Kill Bill. Nicki Minaj perde il duello e l'altra donna se ne va mentre Minaj sanguina un tessuto rosso.

## Classifiche
| Classifica (2010)   | Posizione massima |
| ------------------- | ----------------- |
| Australia           | 32                |
| Australia (Airplay) | 9                 |
| Belgio (Vallonia)   | 36                |
| Canada              | 43                |
| Regno Unito (R&B)   | 22                |
| Regno Unito         | 71                |
| Stati Uniti         | 14                |
| Stati Uniti (R&B)   | 4                 |
| Stati Uniti (Pop)   | 22                |
| Stati Uniti (Rap)   | 1                 |

### Classifiche di fine anno
| Classifica (2010) | Positizione |
| ----------------- | ----------- |
| Stati Uniti       | 66          |

## Date di pubblicazione
| Paese       | Data            | Formato           |
| ----------- | --------------- | ----------------- |
| Stati Uniti | 1º giugno, 2010 | Download digitale |
| Regno Unito | 7 giugno, 2010  | Download digitale |
| Stati Uniti | 15 giugno, 2010 | Airplay           |